# San Lucas Ojitlán
San Lucas Ojitlán är en ort i Mexiko.   Den ligger i kommunen San Lucas Ojitlán och delstaten Oaxaca, i den sydöstra delen av landet, 300 km sydost om huvudstaden Mexico City. San Lucas Ojitlán ligger 135 meter över havet och antalet invånare är 6 043.
Terrängen runt San Lucas Ojitlán är huvudsakligen platt, men åt nordost är den kuperad. Runt San Lucas Ojitlán är det ganska glesbefolkat, med 39 invånare per kvadratkilometer. Närmaste större samhälle är Isla Soyaltepec, 17,9 km nordväst om San Lucas Ojitlán. Omgivningarna runt San Lucas Ojitlán är en mosaik av jordbruksmark och naturlig växtlighet.